# Un uomo da affittare
Un uomo da affittare (The Hireling) è un film del 1973 diretto da Alan Bridges, tratto da un romanzo di L. P. Hartley, vincitore del Grand Prix come miglior film al Festival di Cannes 1973.

## Riconoscimenti
- Festival di Cannes 1973: Grand Prix
- 3 BAFTA: migliore scenografia, migliori costumi, miglior attore debuttante